# Ососков, Валентин Иванович
Валентин Иванович Ососков (1912, Тамбовская губерния — 15 октября 1973, Москва) - советский хозяйственный, государственный и политический деятель.

## Биография
Родился в 1912 году в деревне Лежайке. Член ВКП(б) с 1940 года.
С 1931 года - на хозяйственной, общественной и политической работе. В 1931-1972 гг. —  бригадир, мастер завода «Ростсельмаш», старший технолог, помощник, заместитель начальника цеха завода имени С. Орджоникидзе, в НКВД - НКГБ СССР, заместитель секретаря, секретарь комитета ВКП(б) завода имени С. Орджоникидзе, 1-й секретарь Сталинского районного комитета ВКП(б), заведующий Отделом тяжёлой промышленности Горьковского областного комитета ВКП(б), 2-й секретарь Горьковского областного комитета КПСС, 1-й секретарь Арзамасского областного комитета КПСС, член Центральной Ревизионной Комиссии КПСС, член редакционной коллегии, редактор Отдела партийного руководства хозяйством журнала «Партийная жизнь».
Избирался депутатом Верховного Совета РСФСР 3-го созыва, Верховного Совета СССР 4-го созыва.
Умер в 1973 году в Москве.